# Слізув
Слізув (пол. Ślizów) — село в Польщі, у гміні Сицув Олесницького повіту Нижньосілезького воєводства.
Населення — 555 осіб (2011).
У 1975-1998 роках село належало до Каліського воєводства.

## Демографія
Демографічна структура станом на 31 березня 2011 року:
|          | Загалом | Допрацездатний вік | Працездатний вік | Постпрацездатний вік |
| -------- | ------- | ------------------ | ---------------- | -------------------- |
| Чоловіки | 279     | 58                 | 207              | 14                   |
| Жінки    | 276     | 52                 | 159              | 65                   |
| Разом    | 555     | 110                | 366              | 79                   |